# Andy Levitre
Andrew Steven Levitre (Los Gatos, 15 maggio 1986) è un ex giocatore di football americano statunitense che ha militato nel ruolo di offensive guard nella National Football League (NFL).

## Carriera professionistica

### Buffalo Bills
Al college, Levitre giocò a football all'Università statale dell'Oregon dal 2005 al 2008. Fu scelto dai Buffalo Bills nel corso del secondo giro (51º assoluto) del Draft NFL 2009, giocandovi per quattro stagioni, in cui non saltò una sola partita come titolare.

### Tennessee Titans
Il 12 marzo 2013, Levitre firmò un contratto di sei anni del valore di 46,8 milioni di dollari con i Tennessee Titans. Vi giocò per due stagioni, scendendo sempre in campo come titolare.

### Atlanta Falcons
Il 4 settembre 2015, i Titans scambiarono Levitre con gli Atlanta Falcons per una scelta del sesto giro del Draft NFL 2016. Il 5 febbraio 2017, Levitre partì come titolare nel Super Bowl LI in cui i Falcons furono battuti ai tempi supplementari dai New England Patriots dopo avere sprecato un vantaggio di 28-3 a tre minuti dal termine del terzo quarto.

## Palmarès

### Franchigia
- National Football Conference Championship: 1

Atlanta Falcons: 2016

### Individuale
- PFWA All-Rookie Team - 2009

## Statistiche
| Partite totali      | 128 |
| Partite da titolare | 128 |

Statistiche aggiornate alla stagione 2016